# Hans Friedrich von Ehrenkrook
Hans Friedrich von Ehrenkrook (né le 20 juillet 1888 à Berlin et mort le 1er février 1968 à Marbourg) est un généalogiste allemand et avocat aristocratique.
Ehrenkrook est impliqué de manière significative dans la fondation des archives de la noblesse allemande, la continuation des livres de poche Gotha sous la forme du Genealogisches Handbuch des Adels et le rétablissement du comité des droits de la noblesse des associations de la noblesse allemande.

## Biographie
Ehrenkrook est issu de la famille von Ehrenkrook (de) et grandit avec trois frères qui deviennent tous officiers. Il devient lui-même juriste et passe les deux examens d'État. Dès ses études, il trouve son domaine d'activité dans la science de la noblesse, le droit de la noblesse et la généalogie. Dès 1920, il est actif dans l'Association de la noblesse allemande à Magdebourg et joue un rôle déterminant dans la fondation d'un département d'État de Magdebourg/Anhalt. Lors de la "Journée de la noblesse" qui s'est tenue le 22 juin 1920 à Berlin, v. Ehrenkrook s'engage avec véhémence pour qu'à partir de ce moment, personne ne puisse devenir membre de l'Association de la noblesse allemande si "parmi ses ancêtres, dans sa lignée, il y a un non-aryen né après 1800 ou si plus d'un quart de ses ancêtres sont d'une autre race qu'aryenne, ou s'il est marié à quelqu'un qui est dans ce cas". La même année, il devient membre du comité de la noblesse, en 1922, premier secrétaire du comité directeur de l'Association de la noblesse allemande, membre du conseil matrimonial et membre suppléant du chapitre de la noblesse.
En 1926, il est conseiller du gouvernement à Ludwigslust et membre du département d'État du Mecklembourg et secrétaire du bureau de presse, plus tard chef du département d'histoire familiale. Après avoir été transféré en Silésie, il y devient également secrétaire du département d'État et se consacre au traitement et à la vérification des tableaux généalogiques. Il publie à cette époque
- Ahnentafeln aus deutschen Gauen (Vier Bände)
- Stammfolgen schlesischer Adelsgeschlechter
- Nachkommen des Johannes Gottfried Dietze
- Stammtafeln 1194–1940
- ainsi que de nombreux petits essais et traités.

Son activité principale commence après la Seconde Guerre mondiale : avec Jürgen von Flotow (1902–1976), il fonde - d'abord à titre purement privé - les archives de la noblesse allemande, car toute forme de vie associative est encore interdite par les puissances occupantes alliées. C'est sous ce nom que sont publiées, dès octobre 1945, des nouvelles familiales et, peu après, les "listes de réfugiés", un instrument précieux pour retrouver des familles nobles. Les archives sont créées à son domicile de l'époque, au château de Wrisbergholzen (de). C'est là que d'autres familles nobles, qui ont fui ou ont été chassées de leur patrie à l'est du Grand Empire allemand , se sont d'abord installées. Avec la réforme monétaire de 1948, le nom de l'association change pour devenir "Deutsches Adelsarchiv", puis "Deutsches Adelsblatt".
Ehrenkrook souhaite mettre fin au grand nombre d'usurpateurs de noms de l'époque. Il réussit à démasquer plus de 1.000 faux porteurs de noms "nobles", qui sont désignés aux autorités et aux tribunaux. Il est difficile d'ignorer le nombre de renseignements et d'indications fournis par les archives de la noblesse.
D'abord au château de Wrisbergholzen (résidence d'Ehrenkrook), puis au château de Schönstadt (de) et enfin à Marbourg, de vastes collections sont créées et une bibliothèque spécialisée pour la noblesse est créée.
Ehrenkrook est marié depuis 1913 à Carola von Hagen (1890-1977). Le couple a trois fils et une fille. Les trois fils sont cependant tués pendant la Seconde Guerre mondiale. Il est déjà chevalier d'honneur de l'ordre de Saint-Jean depuis 1919 et récipiendaire de la Croix fédérale du mérite de 1re classe depuis 1958.

### Genealogisches Handbuch des Adels
Ehrenkrook a cependant pour objectif principal de poursuivre la publication des livres de poche Gotha. En cela, il travaille avec le propriétaire des Starke Verlags (anciennement Görlitz, aujourd'hui Limbourg) qui venait d'être refondée. En 1950 paraît la première annonce, en 1951 le premier volume du Genealogisches Handbuch des Adels sur les maisons princières allemandes, qui est rapidement suivi par des volumes sur les maisons comtales, baronniales et nobles sans titre. Ehrenkrook, avec l'aide de son épouse, est le principal auteur des volumes 1 à 35. Aujourd'hui, il y a 149 volumes. Un nouveau dictionnaire de la noblesse en 17 volumes est également publié.

## Œuvres (sélection)
- Hans-Friedrich und Carola von Ehrenkrook: Stammfolgen schlesischer Adelsgeschlechter, herausgegeben unter Förderung der LA Schlesien der Deutschen Adelsgenossenschaft, Görlitz 1941
- Hans-Friedrich von Ehrenkrook: Stammfolge des Geschlechts der Freiherren von Braun, Starke Verlag, Limburg a.d.L., 1959

## Pour approfondir